# 邦瓦疣螈
邦瓦疣螈（学名：Tylototriton panwaensis），一种分布于缅甸克钦邦和中国云南省盈江县等地的蝾螈，隶属于有尾目蝾螈科疣螈属。模式产地为缅甸邦瓦。